# Liste des romans sur le pays d'Oz
Cet article présente la liste des romans portant sur le pays d'Oz. 
Le pays d'Oz est un pays fictif imaginé par l'auteur américain L. Frank Baum comme une métaphore de la vie économique américaine. Ce pays imaginaire a eu un impact tel dans la culture américaine qu'il a été choisi comme le lieu d'actions de nombreux autres romans.
La plupart des auteurs situant leur roman dans le pays d'Oz se présentent comme des historiens royaux d'Oz (royal historian of Oz).

## Série principale
Une première série de romans a été rédigée par L. Frank Baum et Rulph Plumly Thompson. Cette série commence par un succès : le premier tome représenta pendant deux ans la meilleure vente de livres pour enfants. Après la publication de 14 romans et à la suite de la mort de Baum, Thompson continua la série, ajoutant 19 nouveaux romans. Le travail de Thompson est plus centré sur les thématiques de contes de fée.
Trois romans suivirent écrits par l'illustrateur John R. Neill. L'ancien étudiant de Baum, Jack Snow, avait refusé de poursuivre la série à la mort de Baum, mais accepta la rédaction de deux tomes supplémentaires en 1946 et 1949. 
| Les romans originaux de L. Frank Baum. |                  |       |               | |
| Titre                                  | Editeur          | Année | Illustrateur  | Note |
| Le Magicien d'Oz                       | George M. Hill   | 1900  | W. W. Denslow | Premier livre écrit sur le pays d'Oz, connu aussi sous d'autres titres (The Wizard of Oz ou The New Wizard of Oz).                                                                       |
| Le Merveilleux Pays d'Oz               | Reilly & Britton | 1904  | John R. Neill | Aussi connu sous le titre The Land of Oz. |
| Ozma, la princesse d'Oz                | Reilly & Britton | 1907  | John R. Neill | Cette histoire a été intitulée Ozma du Pays d'Oz par Le Cherche midi dans le deuxième volume du Cycle d'Oz publié en novembre 2013.                                                      |
| Dorothy et le Magicien au Pays d'Oz    | Reilly & Britton | 1908  | John R. Neill | Première traduction du roman en français par la maison d'édition Le Cherche midi dans le deuxième volume du Cycle d'Oz.                                                                  |
| La Route d'Oz                          | Reilly & Britton | 1909  | John R. Neill | Première traduction du roman en français par la maison d'édition Le Cherche midi dans le troisième volume du Cycle d'Oz.                                                                 |
| La Cité d'Émeraude                     | Reilly & Britton | 1910  | John R. Neill | Première traduction du roman en français par la maison d'édition Le Cherche midi dans le troisième volume du Cycle d'Oz.                                                                 |
| La Fille Patchwork d'Oz                | Reilly & Britton | 1913  | John R. Neill | Première traduction du roman en français en 2021 par la maison d'édition Les Editions de la Brique Jaune.                                                                                |
| Tik-Tok of Oz                          | Reilly & Britton | 1914  | John R. Neill | |
| The Scarecrow of Oz                    | Reilly & Britton | 1915  | John R. Neill | Inspiré du film silencieux His Majesty, the Scarecrow of Oz, produit et écrit par L. Frank Baum en 1914. Les personnages principaux apparaissent dans des romans antérieurs de l'auteur. |
| Rinkitink in Oz                        | Reilly & Britton | 1916  | John R. Neill | Le titre originellement prévu était King Rinkitink, et l'action ne devait pas se situer dans le pays d'Oz.                                                                               |
| The Lost Princess of Oz                | Reilly & Britton | 1917  | John R. Neill | |
| The Tin Woodman to Oz                  | Reilly & Britton | 1918  | John R. Neill | |
| The Magic of Oz                        | Reilly & Lee     | 1919  | John R. Neill | |
| Glinda of Oz                           | Reilly & Lee     | 1920  | John R. Neill | Roman publié après la mort de L. Frank Baum, considéré comme le roman le plus sombre de la série de Baum.                                                                                |

| Les romans de Ruth Plumly Thompson. |              |       |               | |
| Titre                               | Editeur      | Année | Illustrateur  | Note |
| The Royal book of Oz                | Reilly & Lee | 1921  | John R. Neill | L'auteur crédité est cependant L. Frank Baum. |
| Kabumpo in Oz                       | Reilly & Lee | 1922  | John R. Neill | |
| The Cowardly Lion of Oz             | Reilly & Lee | 1923  | John R. Neill | |
| Grampa in Oz                        | Reilly & Lee | 1924  | John R. Neill | |
| The Lost King of Oz                 | Reilly & Lee | 1925  | John R. Neill | |
| The Hungry Tiger of Oz              | Reilly & Lee | 1926  | John R. Neill | |
| The Gnome King of Oz                | Reilly & Lee | 1927  | John R. Neill | |
| The Giant Horse of Oz               | Reilly & Lee | 1928  | John R. Neill | Première réapparition de la Bonne Sorcière du Nord depuis The Road to Oz.                                                                                     |
| Jack Pumpkinhead of Oz              | Reilly & Lee | 1929  | John R. Neill | |
| The Yellow Knight of Oz             | Reilly & Lee | 1930  | John R. Neill | |
| Pirates in Oz                       | Reilly & Lee | 1931  | John R. Neill | |
| The Purple Prince of Oz             | Reilly & Lee | 1932  | John R. Neill | |
| Ojo in Oz                           | Reilly & Lee | 1933  | John R. Neill | |
| Speedy in Oz                        | Reilly & Lee | 1934  | John R. Neill | |
| The Wishing Horse of Oz             | Reilly & Lee | 1935  | John R. Neill | |
| Captain Salt in Oz                  | Reilly & Lee | 1936  | John R. Neill | |
| Handy Mandy in Oz                   | Reilly & Lee | 1937  | John R. Neill | |
| The Silver Princess in Oz           | Reilly & Lee | 1938  | John R. Neill | |
| Ozoplaning with the Wizard of Oz    | Reilly & Lee | 1939  | John R. Neill | Le groupe nominal The Wizard of Oz a été ajouté dans le titre pour coïncider avec le titre du film The Wizard of Oz réalisé par Flemming et en sorti en 1939. |

| Les romans de John R. Neill. |              |       |               | |
| Titre                        | Editeur      | Année | Illustrateur  | Note |
| The Wonder City of Oz        | Reilly & Lee | 1940  | John R. Neill | |
| The Scalawagons of Oz        | Reilly & Lee | 1941  | John R. Neill | Scalawagons est un mot inventé par John R. Neill pour désigner des voitures intelligentes que le narrateur présente comme invention de la sorcière. |
| Lucky Bucky in Oz            | Reilly & Lee | 1942  | John R. Neill | |

| Les romans de Jack Snow. |              |       |              |      |
| Titre                    | Editeur      | Année | Illustrateur | Note |
| The Magical Mimics in Oz | Reilly & Lee | 1946  | Frank Kramer |      |
| The Shaggy Man of Oz     | Reilly & Lee | 1949  | Frank Kramer |      |

| Le roman de Rachel Groscrove. |              |       |                |      |
| Titre                         | Editeur      | Année | Illustrateur   | Note |
| The Hidden Valley of Oz       | Reilly & Lee | 1951  | Dirk Gringhuis |      |

| Le roman de Eloise Jarvis McGraw et Lauren Lynn McGraw. |              |       |              |      |
| Titre                                                   | Editeur      | Année | Illustrateur | Note |
| Merry-Go-Round in Oz                                    | Reilly & Lee | 1963  | Dick Martin  |      |

## Les travaux annexes
A la liste des romans ci-dessus s'ajoutent un grand nombre d'ouvrages ou de recueils de nouvelles portant sur le pays d'Oz. Les auteurs (les historiens royaux d'Oz) sont les mêmes que les romans de la série principale.
| Travaux annexes.                             |                                              |                                 |           |               |                                                                                           |
| Auteur                                       | Titre                                        | Editeur                         | Année     | Illustrateur  | Note                                                                                      |
| L. Frank Baum                                | Queer Visitors from the Marvelous Land of Oz | ?                               | 1904-1905 | Walt McDougal | Ecrit sous forme de journal pour promouvoir le roman original The Wonderful Wizard of Oz. |
| L. Frank Baum                                | The Woggle-Bug Book                          | Reilly & Britton                | 1905      | Ike Morgan    |                                                                                           |
| L. Frank Baum                                | Little Wizard Stories of Oz                  | Reilly & Britton                | 1913      | John R. Neill | Initialement écrit dans un but commercial pour relancer la série principale.              |
| Jack Snow                                    | Who's who in Oz                              | Reilly & Lee                    | 1954      | ?             | Guide expliquant l'identité des personnages de le pays d'Oz.                              |
| Ruth Plumly Thompson                         | Yankee in Oz                                 | International Wizard of Oz Club | 1972      | Dick Martin   |                                                                                           |
| Ruth Plumly Thompson                         | The Enchanted Island of Oz                   | International Wizard of Oz Club | 1976      | Dick Martin   |                                                                                           |
| Eloise Jarvis McGraw et Lauren McGraw Wagner | The Forbidden Fountain of Oz                 | International Wizard of Oz Club | 1980      | ?             |                                                                                           |
| Rachel Cosgrove                              | The Wicked Witch of Oz                       | International Wizard of Oz Club | 1993      | Eric Shanower |                                                                                           |
| John R. Neill                                | The Runaway in Oz                            | Books of Wonder                 | 1995      | Eric Shanower |                                                                                           |
| Eloise Jarvis McGraw                         | The Rundelstone of Oz                        | Hungry Tiger Press              | 2001      | Eric Shanower |                                                                                           |

## La série d'Alexandre Volkov
Alexandre Melentievitch Volkov a tenté une traduction libre du Magicien d'Oz. Cette traduction est empreinte de la culture soviétique. L'auteur a poursuivi la série en une série indépendante donnant une description alternative du pays d'Oz. Les livres ont été retraduits par la suite en anglais. L'histoire est complètement séparée de la série principale donnée ci-dessus. Les personnages principaux ont par chance des noms différents.
| Romans d'Alexandre Volkov.          |                                    |       |      |
| Titre russe                         | Titre anglais                      | Année | Note |
| Волшебник Изумрудного Города        | The Wizard of the Emerald City     | 1939  |      |
| Урфин Джюс и его деревянные солдаты | Urfin Djus and His Wooden Soldiers | 1963  |      |
| Семь подземных королей              | Seven Kings of the Underground     | 1969  |      |
| Жёлтый туман                        | The Yellow Fog                     | 1972  |      |
| Огненный бог марранов               | The Fire God of the Marrones       | 1988  |      |
| Тайна заброшенного замка            | The Secret of the Forgotten Castle | 1989  |      |

## Travaux divers sur le pays d'Oz
Parallèlement, l'international Wizard of Oz Club a motivé de nombreux écrivains à entreprendre des travaux sur le pays d'Oz.
| Les livres de Eric Shanower. |         |       |              |      |
| Titre                        | Editeur | Année | Illustrateur | Note |
| The Enchanted Apples of Oz   |         |       |              |      |
| The Secret Island of Oz      |         |       |              |      |
| The Ice King of Oz           |         |       |              |      |
| The Forgotten Forest of Oz   |         |       |              |      |
| The Blue Witch of Oz         |         |       |              |      |
| The Giant Garden of Oz       |         |       |              |      |
| The Salt Sorcerer of Oz.     |         |       |              |      |

| Les livres de Sherwood Smith. |         |       |              |      |
| Titre                         | Editeur | Année | Illustrateur | Note |
| The Emerald Wand of Oz        |         | 2005  |              |      |
| Trouble Under Oz              |         | 2006  |              |      |

| Les livres de Edward Einhorn. |                    |       |               |      |
| Titre                         | Editeur            | Année | Illustrateur  | Note |
| Paradox in Oz                 | Hungry Tiger Press | 2000  | Eric Shanower |      |
| The Living House in Oz        | Hungry Tiger Press | 2005  | Eric Shanower |      |

## Série de Gregory Maguire:The Wicked Years
En 1995, Gregory Maguire lance une nouvelle série de romans sur le pays d'Oz, The Wicked Years. L'auteur se veut dans la continuité de l'écriture de Baum, mais le regard porté sur le pays d'Oz diffère. Dans les romans de Maguire, la lassitude, la platitude et l'innocence sont la cause de troubles, de colères et de haines.
| Les romans de Gregory Maguire.                                    |                                |       |               | |
| Titre                                                             | Editeur                        | Année | Illustrateur  | Note |
| Wicked : La Véritable Histoire de la méchante sorcière de l'Ouest | ReganBooks (HarperCollins)     | 1995  | Douglas Smith | Premier tome de The Wicked Years. Traduction française d'Emmanuel Paillier publiée chez Bragelonne en 2011.   |
| Son of a Witch : La Véritable Suite de Wicked                     | ReganBooks                     | 2005  | Douglas Smith | Deuxième tome de The Wicked Years. Traduction française de Sophie Barthélémy publiée chez Bragelonne en 2022. |
| A Lion Among Men                                                  | William Morrow (HarperCollins) | 2008  | Douglas Smith | Troisième tome de The Wicked Years.                                                                           |
| Out of Oz                                                         | William Morrow                 | 2011  | Douglas Smith | Quatrième et dernier tome de The Wicked Years.                                                                |
| Tales Told in Oz                                                  | Madras Press                   | 2012  | —             | Recueil de cinq histoires courtes explorant le folklore d'Oz dans The Wicked Years.                           |
| The Brides of Maracoor                                            | William Morrow                 | 2021  | Scott McKowen | Premier tome d'Another Day, série faisant suite à The Wicked Years.                                           |
| The Oracle of Maracoor                                            | William Morrow                 | 2022  | Scott McKowen | Deuxième tome d'Another Day.                                                                                  |
| The Witch of Maracoor                                             | William Morrow                 | 2023  | Scott McKowen | Troisième et dernier tome d'Another Day.                                                                      |
| Elphie: A Wicked Childhood                                        | William Morrow                 | 2025  |               | Préquelle de The Wicked Years.                                                                                |